# جوزيه أبيجيل باترسون كامبل
جوزيه أبيجيل باترسون كامبل هو قاضي وسياسي أمريكي، ولد في 2 مارس 1830 في كامدن في الولايات المتحدة، وتوفي في 10 يناير 1917 في جاكسون في الولايات المتحدة.